# رولز-رویس ۲۵/۳۰
رولز-رویس ۲۵/۳۰ (Rolls-Royce 25/30) خودرویی است که در سال‌های ۱۹۳۶ تا ۱۹۳۸۱۲۰۱ made تولید شده‌است.
موتور آن ۴۲۵۷ سی‌سی سیستم جعبه‌دندهٔ آن ۴ دنده به صورت دستی است.